# Plagiodontia ipnaeum
Plagiodontia ipnaeum là một loài động vật có vú trong họ Capromyidae, bộ Gặm nhấm. Loài này được Johnson mô tả năm 1948.